# Esther Páez
Esther Páez López, conocida deportivamente como Flechita, (Barcelona, 13 de septiembre de 1969) es una boxeadora y luchadora de kick boxing española. En 1998, fue la primera mujer en obtener una licencia profesional de boxeo registrada en la Federación Española de Boxeo.

## Trayectoria
Sus abuelos paternos y maternos eran originarios de Málaga y Murcia, y se trasladaron a Barcelona. Se acercó al mundo del boxeo gracias a su padre y, con 17 años, comenzó a practicar deportes de contacto. En 1989, consiguió el cinturón negro en kick boxing y full contact, y en 1996, debutó de forma profesional en kick boxing en Santa Coloma de Gramenet, en un combate contra una rival británica, a la que venció por KO.
El 3 de septiembre de 1998, la Federación Española de Boxeo autorizó por primera vez un combate profesional de boxeo femenino. Páez participó en dicho combate en Melilla frente a la boxeadora rusa Anastasia Toktatoulova, campeona del mundo WIBA (Asociación Internacional de Boxeo de Mujeres). Algunas fuentes señalan que la victoria fue para Toktatoulova, aunque la base de datos internacional BoxRec registra a Páez como ganadora. Este combate marcó un hito al ser el primero en el que participaba una mujer española con licencia profesional.
El 9 de agosto de 1999, en Sudáfrica, venció a Michelle Carson por el título mundial de kick boxing de la International Sports Karate Association (ISKA), tras un combate de 10 asaltos que ganó por puntos. Al año siguiente, en 2000, sufrió un accidente del que tardó tres años en recuperarse físicamente. En 2008, como consecuencia de las secuelas del accidente y del parón durante varios años, puso fin a su carrera como boxeadora profesional.
En 2020, anunció la publicación del libro titulado Memorias de una pionera del boxeo, en el que Páez narra sus experiencias personales y profesionales.